# Château de Neuvillette
Ne doit pas être confondu avec Neuvillette-en-Charnie.
Pour les articles homonymes, voir Neuvillette.
 (février 2025).
La mise en forme du texte ne suit pas les recommandations de Wikipédia : il faut le « wikifier ».
Les points d'amélioration suivants sont les cas les plus fréquents :
- Les titres sont pré-formatés par le logiciel. Ils ne sont ni en capitales, ni en gras.
- Le texte ne doit pas être écrit en capitales (les noms de famille non plus), ni en gras, ni en italique, ni en « petit »…
- Le gras n'est utilisé que pour surligner le titre de l'article dans l'introduction, une seule fois.
- L'italique est rarement utilisé : mots en langue étrangère, titres d'œuvres, noms de bateaux, etc.
- Les citations ne sont pas en italique mais en corps de texte normal. Elles sont entourées par des guillemets français : « et ».
- Les listes à puces sont à éviter, des paragraphes rédigés étant largement préférés. Les tableaux sont à réserver à la présentation de données structurées (résultats, etc.).
- Les appels de note de bas de page (petits chiffres en exposant, introduits par l'outil «  Source ») sont à placer entre la fin de phrase et le point final[comme ça].
- Les liens internes (vers d'autres articles de Wikipédia) sont à choisir avec parcimonie. Créez des liens vers des articles approfondissant le sujet. Les termes génériques sans rapport avec le sujet sont à éviter, ainsi que les répétitions de liens vers un même terme.
- Les liens externes sont à placer uniquement dans une section « Liens externes », à la fin de l'article. Ces liens sont à choisir avec parcimonie suivant les règles définies. Si un lien sert de source à l'article, son insertion dans le texte est à faire par les notes de bas de page.
- La présentation des références doit suivre les conventions bibliographiques. Il est recommandé d'utiliser les modèles {{Ouvrage}}, {{Chapitre}}, {{Article}}, {{Lien web}} et/ou {{Bibliographie}}. Le mode d'édition visuel peut mettre en forme automatiquement les références.
- Insérer une infobox (cadre d'informations à droite) n'est pas obligatoire pour parachever la mise en page.

Pour une aide détaillée, merci de consulter Aide:Wikification.
Si vous pensez que ces points ont été résolus, vous pouvez retirer ce bandeau et améliorer la mise en forme d'un autre article.
Le château de Neuvillette est un château français situé à Jublains, dans le département de la Mayenne et la région des Pays de la Loire. Il est situé à 3 000 mètres au sud-ouest du bourg.

## Désignation
- G. de Nova Villula, v. 1160 (Lib. alb., t. I, p. 3).
- G. de Novilette, 1197 (Cartulaire de l'Abbaye de Fontaine-Daniel, p. 12).
- La terre de Neuvevilete, 1387 (Archives nationales, P. 1.334).
- Le lieu de Neufvillette, 1565 (Chartrier de Bourgon).
- La vicomté, terre et seigneurie de Neuvillette et Lingé, 1687 (Archives départementales de la Sarthe, A. 3).
- Neuvillette, château, village, étang, lande au Nord (Hubert Jaillot).
- Neuvillette, château, étang (Carte de Cassini).

## Histoire

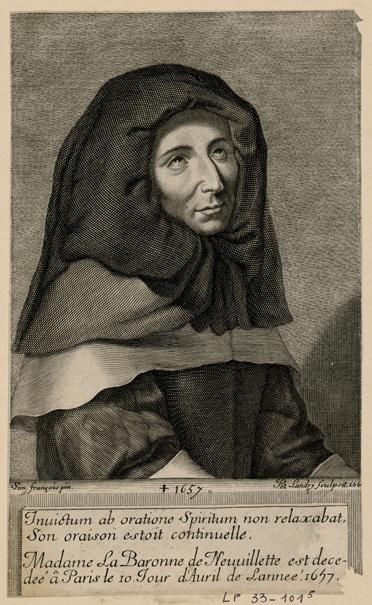
Madeleine Robineau, baronne de Neuvillette (1609-1657).

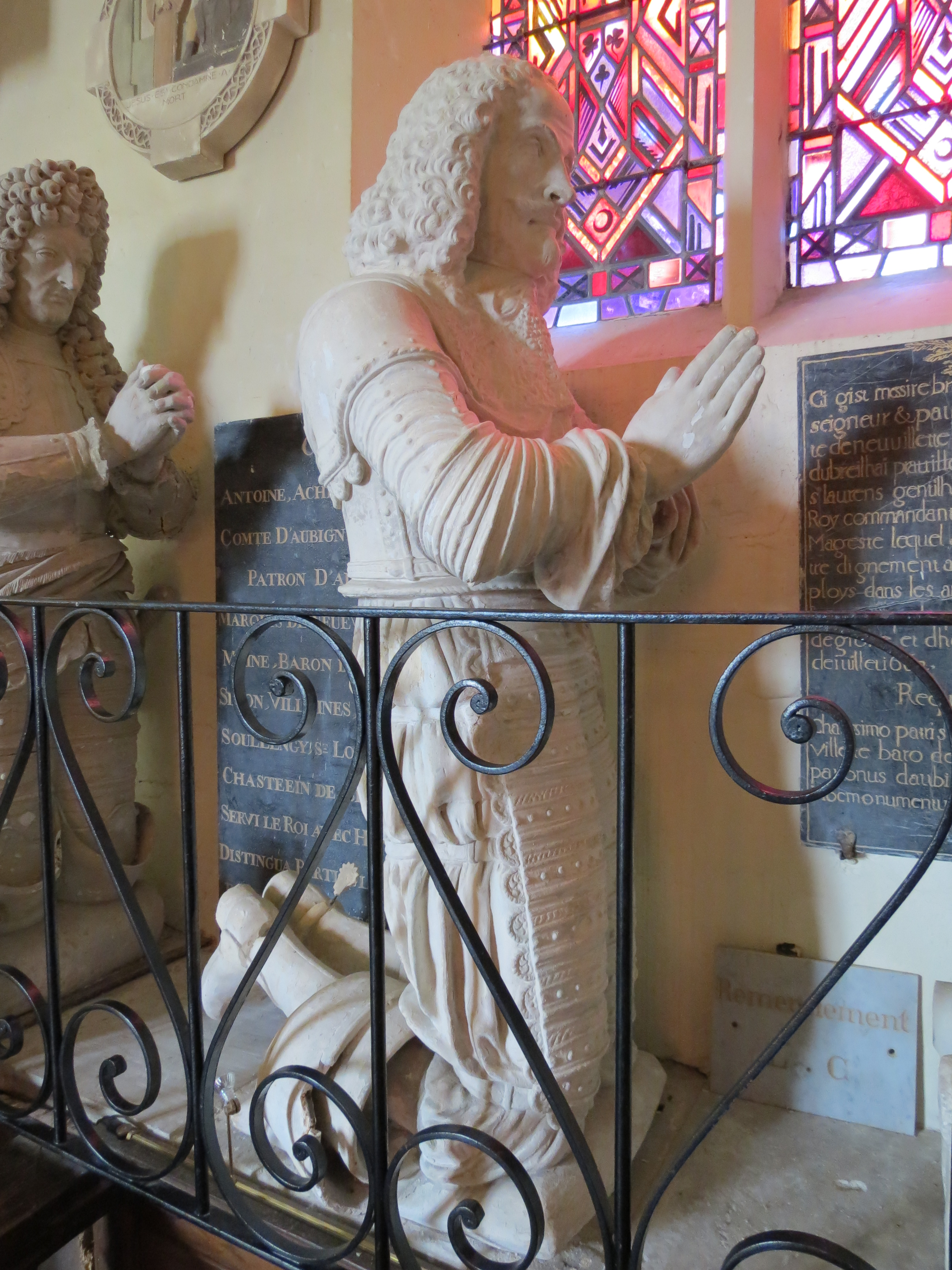
Orant de Brandelis de Morell, Seigneur de Neuvillette en l'église d'Aubigny.

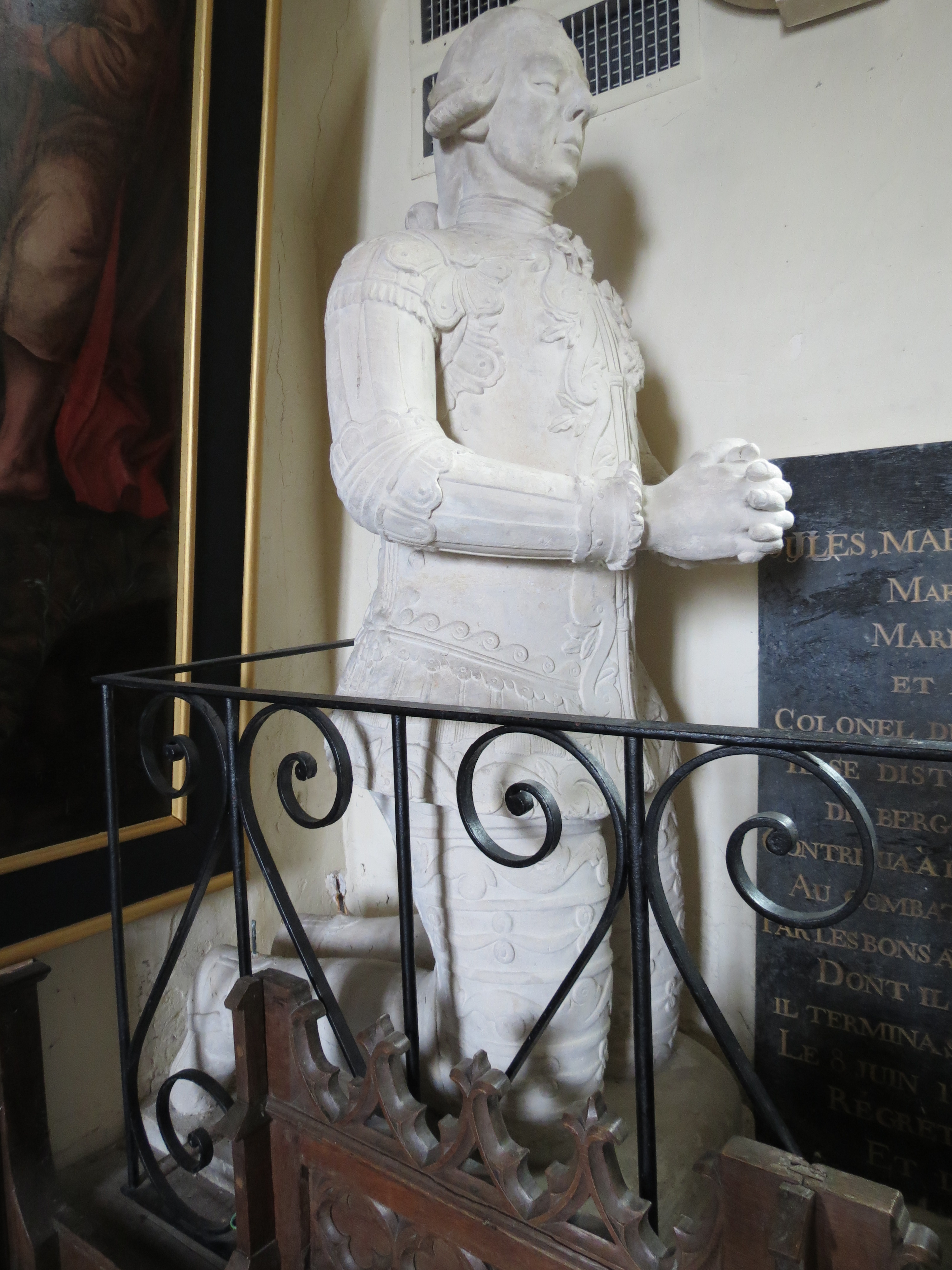
Orant d'Antoine de Morell, Seigneur de Neuvillette en l'église d'Aubigny.

Neuvillette relevait de Bourgon pour le domaine, de Mayenne pour la haute, moyenne et basse justice, de la couronne pour la vicomté. 
« C'est une belle terre et seigneurie, écrit-on au XVe s., merchée et compousée de terre, manoir, cloux de murailles, domaine, etc., manoir et hébergement avec cour, jardins, courtils, viviers, fuye, en la clôture d'icelle », 1477. 
Quand il fut question d'ériger la terre en vicomté, le seigneur de Bourgon protesta que son vassal n'avait « qu'un viel logis mal basty, auquel il y a un viel corps de logis, auquel il y a une salle basse où il faut descendre et de la salle monter en deux chambres par une eschelle de boys bien estroite. » 

### Vicomté
François Ier, par ordonnance du 23 juin 1528, en faveur de « son cousin Bertrand de Caradreux », érigea néanmoins la vicomté de Neuvillette, espérant la faire comté quand Mayenne serait devenu duché. Il lui adjoignait la seigneurie de Lingé et permettait « d'édiffier au lieu de Neufvillette un chasteau à pont-leveys, tours, donjon à machicoulis, herses, barbecannes et autres choses afférans et convenables à chasteau et place forte. »
- Alain IX de Rohan
  - Marguerite de Rohan, épouse de Jean d'Orléans
    - Charles d'Orléans
      - François Ier

  - Pierre de Rohan, épouse de Jeanne de la Chapelle, veuve mariée à Bertrand de Caradreux

#### Caradreux
La famille de chevalerie  de Caradreux posséda pendant deux siècles la terre de Neuvillette, en Jublains, et qui la fit élever en titre de vicomté. On peut y rattacher Hervé  de Caradreux, chevalier, qui appelle, en l'année 1366, d'une sentence portée contre lui et contre Guillaume d'Arcé, aussi chevalier, par le bailli d'Anjou et du Maine ; et Raoul  de Caradreux, un des plus anciens professeurs de l'Université d'Angers, vers le milieu du XIVe siècle.
Les Caradreux furent aussi seigneurs du Breil-Hay, de Chantenay, de Courtilloles, du Chesnay, de la Chevalerie. Ils portaient : d'argent à trois léopards d'azur, 2 et 1, couronnés et langués de gueules.

#### Morell d'Aubigny
La famille Morell d'Aubigny est une ancienne famille noble normande qui prouve sa noblesse depuis l'année 1480. La famille Morel (ou Morell) est originaire des environs de Falaise, en Normandie, où elle a formé les branches des Morell d'Aubigny de Putanges et des Morell d'Aubigny d'Assy. Cette famille a donné à l'armée de nombreux officiers. Parmi ses alliances, on cite celles avec les maisons de Montgoméry, de Rohan, de Montmorency, et Luynes, etc..

## Description
Ce château ne prit point pourtant l'aspect d'une forteresse. En dehors d'une tour élancée, il ne présentait qu'un corps de logis, à fenêtres et lucarnes divisées par de forts meneaux ; porte encadrée de colonnettes, d'accolades, chargée de sculptures. Ce bâtiment, prolongé à l'Ouest sur d'anciennes fondations, flanqué à l'Est d'une chapelle et sur les deux façades de tours et tourillons, couronnés de leurs toits effilés, est devenu au XIXe siècle une vraie demeure seigneuriale. Des caves voûtées que recouvrent les pelouses appartenaient peut-être à l'hébergement primitif. On mentionne aussi vers 1650 un fourneau de forge au-dessous de l'étang de la Grande-Métairie.

## Chapelle
La chapelle était aussi plus ancienne que le logis, puisque des lettres papales de 1518 y autorisaient la célébration de la messe. Les lieux de Saint-Pierre et de l'Antonnière en Jublains lui servaient de dotation

## Sources et bibliographie
- « Château de Neuvillette », dans Alphonse-Victor Angot et Ferdinand Gaugain, Dictionnaire historique, topographique et biographique de la Mayenne, Laval, A. Goupil, 1900-1910 [détail des éditions] (BNF 34106789, présentation en ligne)